# کانال (جغرافیا)

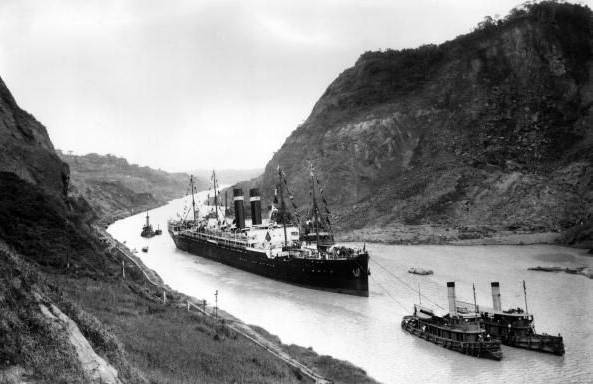
کانال پاناما، رابط اقیانوس اطلس به اقیانوس آرام

در جغرافیای طبیعی و آب‌شناسی، کانال (انگلیسی: Channel)، زمین‌چهری است که در آن یک پهنه آبی نسبتاً باریک مانند رودخانه، دلتای رودخانه یا تنگه قرار دارد. در حالی که کانال معمولاً به یک سازند طبیعی اشاره دارد، کانال یا آبراهه (انگلیسی: Canal) به یک ساختار مصنوعی مشابه اشاره دارد.
کانال‌ها برای عملکرد بنادر و سایر آبراه‌های مورد استفاده برای ناوبری کشتی‌ها مهم هستند. به‌طور طبیعی، کانال‌ها به دلیل فرآیندهای فرسایش و نهشته‌گذاری، عمق و ظرفیت خود را تغییر می‌دهند. انسان‌ها با لایروبی و سایر فرآیندهای مهندسی، کانال‌های قابل کشتیرانی را حفظ می‌کنند.

با تعمیم، این اصطلاح در مورد سیالاتی غیر از آب، مثلاً کانال‌های گدازه، نیز به کار می‌رود. همچنین، این اصطلاح به‌طور سنتی برای توصیف ویژگی‌های سطحی بی‌آب در زهره به کار می‌رود. 

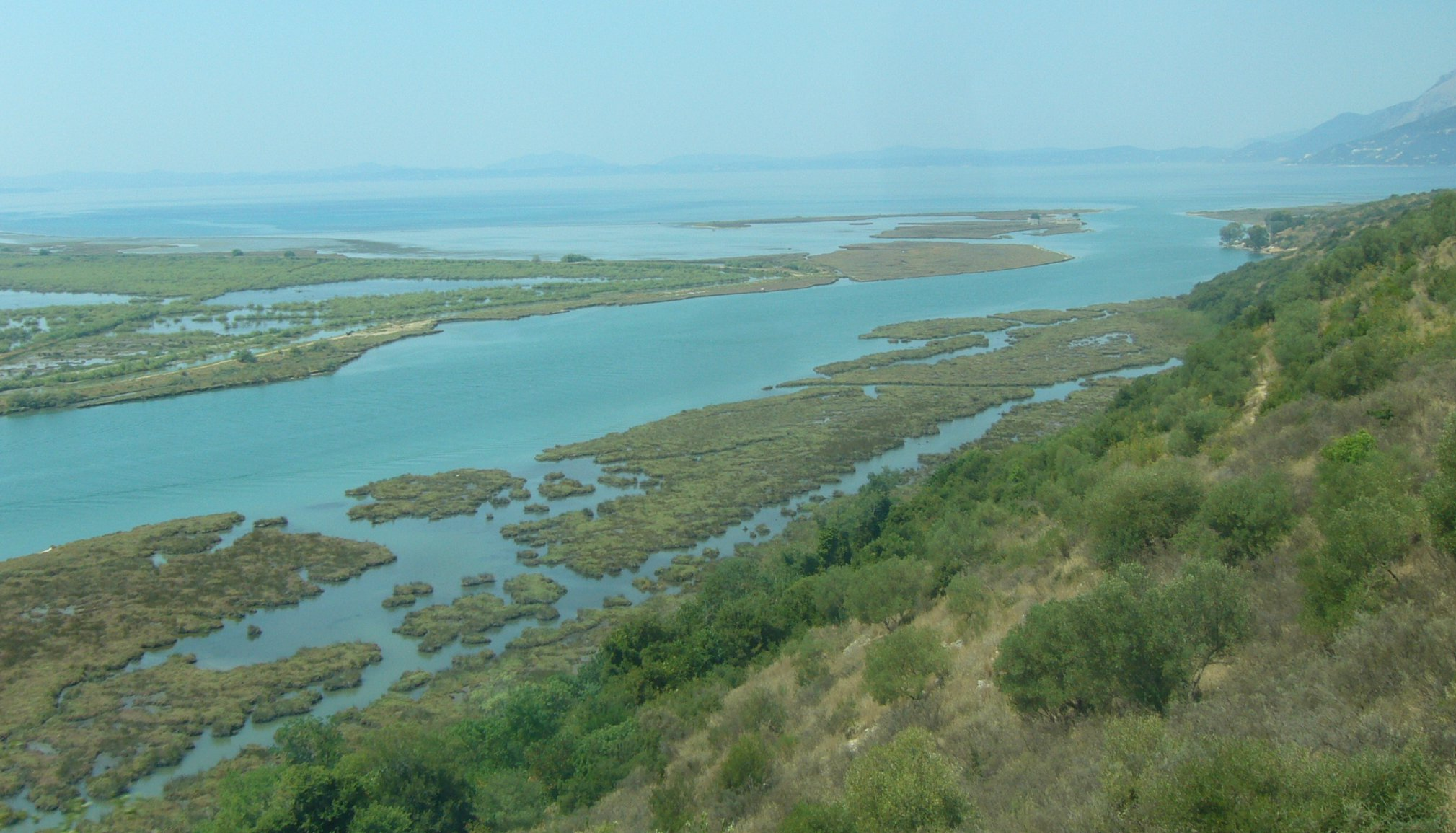
کانال ویواری در آلبانی؛ این کانال طبیعی دریاچه بوترینت را به تنگه‌های کورفو متصل می‌سازد.

## کانال‌های طبیعی
کانال‌های طبیعی بر اثر فرایندهای رودخانه‌ای پدید می‌آیند و در تمام سطح زمین می‌توان آن‌ها را پیدا کرد. اغلب این نوع کانال‌ها توسط جریان آب و بر اثر چرخه آب شکل گرفته‌اند ولی سایر فرایندهای جریانی مانند جریان گدازه نیز قادر به تشکیل آن‌ها هستند. کانال‌ها همچنین ممکن است بر اثر جریان‌های عمیق‌تر در میان آب‌سنگ، سد ساحلی، خلیج یا هر پهنه آبی کم‌عمق دیگری پدید آیند. رود کلمبیا در ایالت‌های واشینگتن و اورگن در ایالات متحده نمونه‌ای از این کانال‌هاست که در آستوریا، اورگن به اقیانوس آرام می‌ریزد.
کانال جویبار، محدوده فیزیکی یک جویبار (رودخانه) است که از بستر و کرانه‌های جویبار تشکیل شده است. توسعه کانال جویبار توسط جنبش آب و رسوب کنترل می‌شود. 
در یک مفهوم دریایی بزرگتر، اصطلاح کانال به عنوان نام یک مکان جغرافیایی، کلمه دیگری برای تنگه است که به عنوان یک توده آب نسبتاً باریک تعریف می‌شود که دو توده آب بزرگتر را به هم متصل می‌کند.  در این زمینهٔ دریانوردی، اصطلاحات تنگه ، کانال و گذرگاه مترادف و معمولاً قابل تعویض هستند.

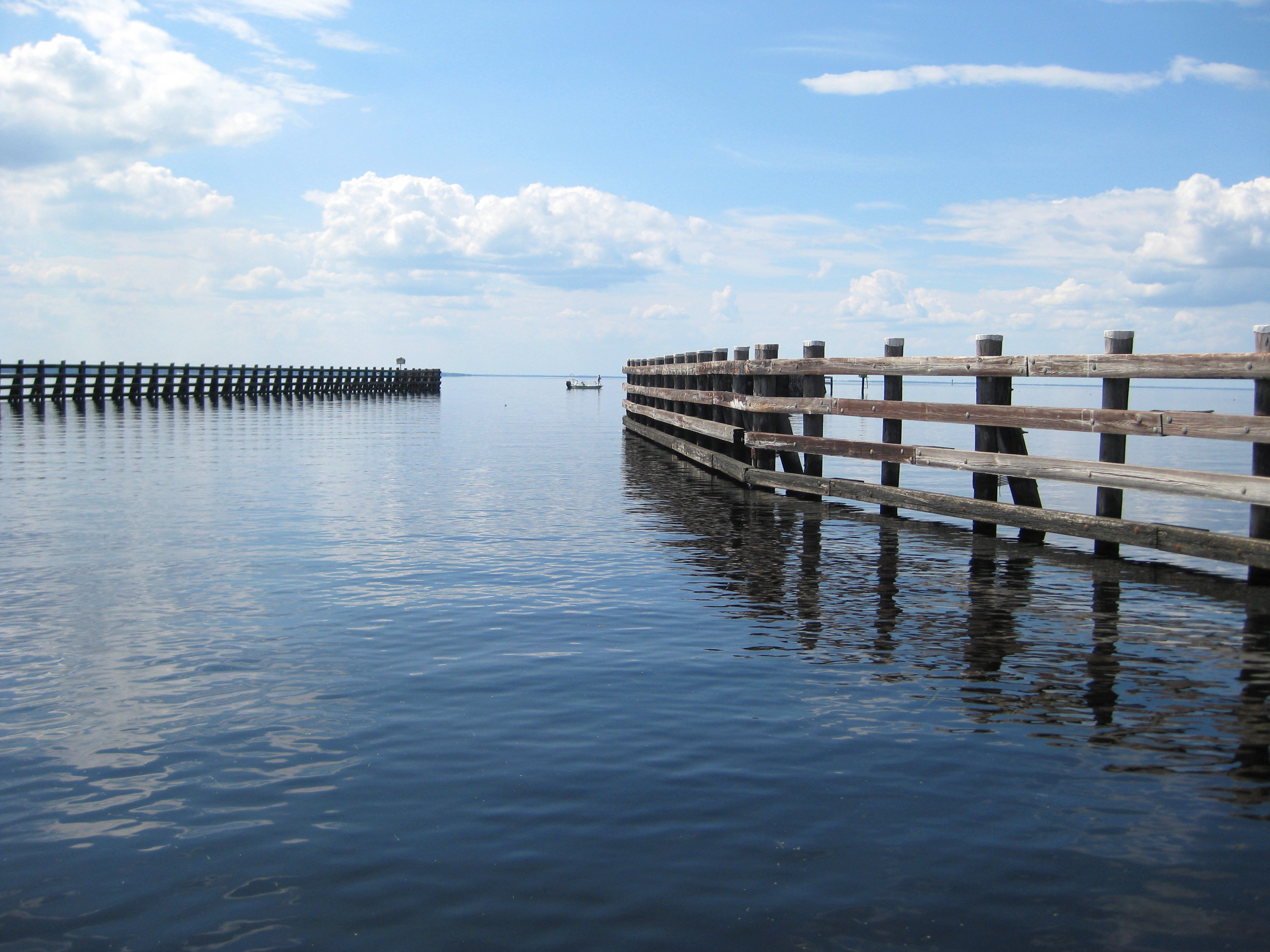
ستون‌های چوبی، کانال قابل کشتیرانی را برای کشتی‌هایی که از رودخانه سنت جانز در فلوریدا وارد دریاچه جورج می‌شوند، مشخص می‌کنند.

## کانال‌های دریایی
اصطلاح «کانال قابل کشتیرانی» به عنوان یک اصطلاح دریایی به معنای مسیری برای حرکت کشتی‌ها به کار می‌رود که اغلب علامت‌گذاری شده (رجوع کنید به شناوه) و گاهی اوقات لایروبی می‌شود. کارل ای. تورسن چند دسته کانال را از دسته A (مناسب برای ناوبری در روز و شب با عمق تضمین‌شدهٔ آبراه) تا D (بدون هیچ وسیلهٔ ناوبری و تنها عمق تخمینی ارائه شده به ناخدای کشتی) طبقه‌بندی می‌کند.  در مورد لایروبی، کانال‌ها می‌توانند بدون محدودیت (به اندازه‌ای عریض باشند که ۱۰ تا ۱۵ برابر عرض بزرگ‌ترین کشتی مورد استفاده در این کانال را در خود جای دهند)، نیمه محدود با لایروبی محدود در آب‌های کم‌عمق، و کاملاً محدود، که در آن کل کانال لایروبی می‌شود، باشند. 
این اصطلاح نه تنها شامل لایروبی عمیق می‌شود، بخش‌های قابل کشتیرانی یک پای‌رود یا رودخانه که به تأسیسات بندری منتهی می‌شوند، و همچنین به کانال‌های کوچک‌تری که به تأسیسات بندری قایق‌رانی مانند بندرگاه‌های تفریحی دسترسی دارند. وقتی کانال‌های لایروبی شده از گل و لای خلیج یا کف شنی عبور می‌کنند، به علت حرکت ناپایدار متعاقب خاک‌های کف دریا، لایروبی مکرر اغلب ضروری است.

## نگارخانه

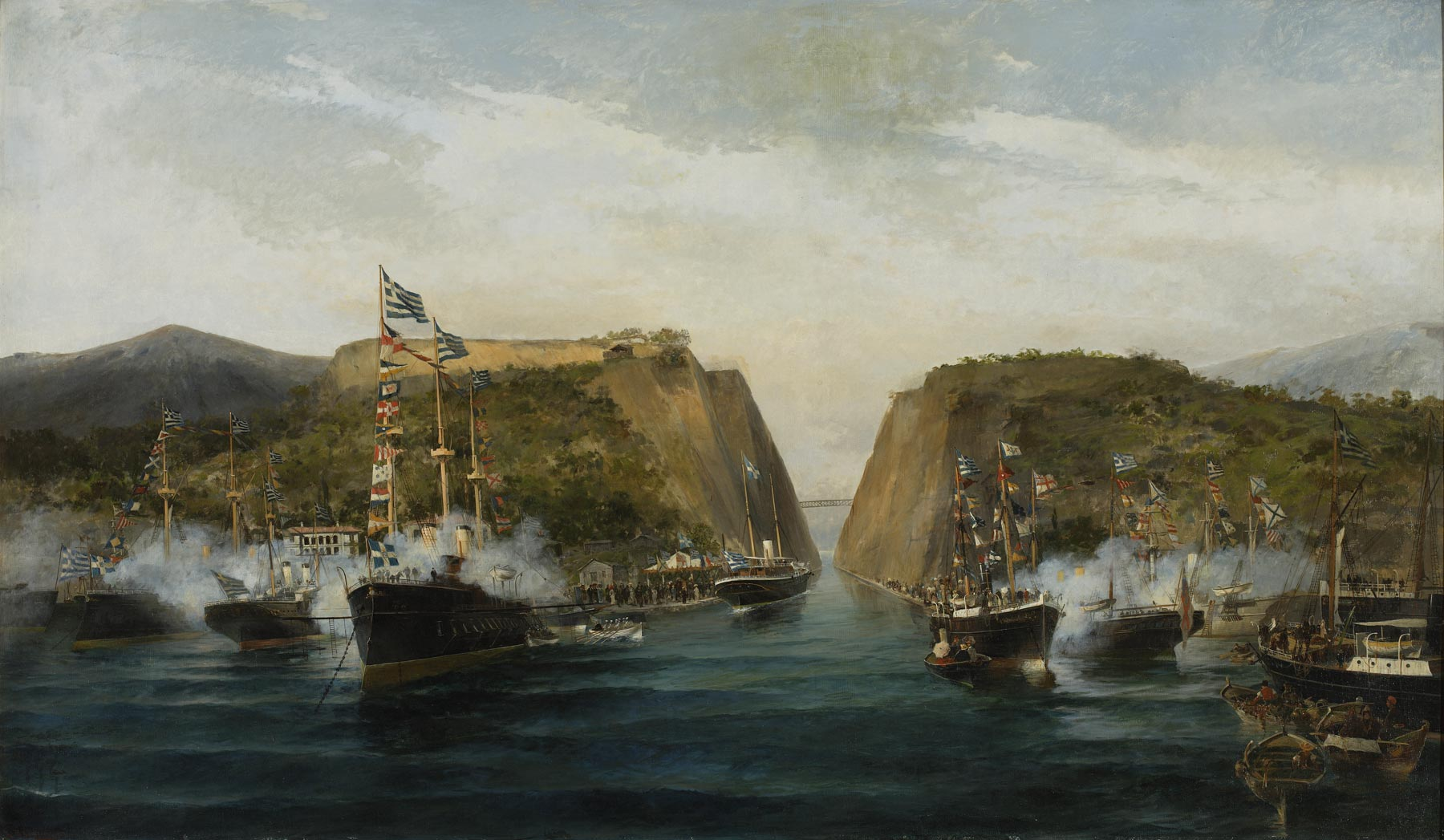
کانال کورینس، طرحی از کانال در سال ۱۸۹۳ میلادی
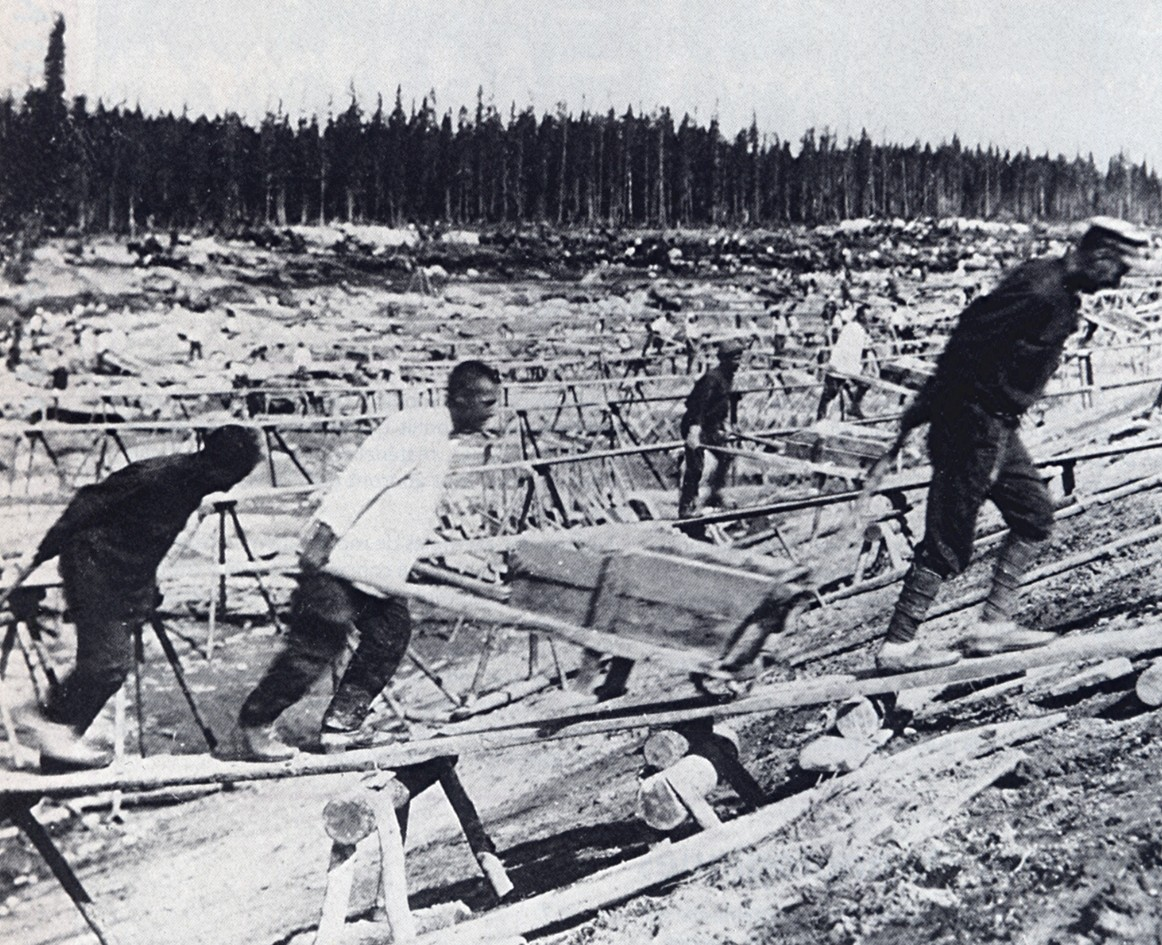
زندانیان سیاسی درحال کار در کانال دریای سفید–بالتیک
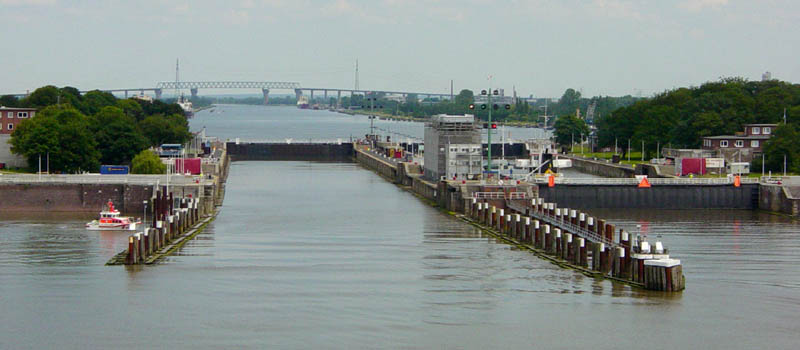
کانال کیل در آلمان که دریای شمال را به دریای بالتیک متصل می‌کند.

## ارجاعات
1. ↑  "Channel Processes". www.krisweb.com. Retrieved 2025-04-21.
2. ↑  "Definition of STRAIT". www.merriam-webster.com (به انگلیسی). 2025-04-13. Retrieved 2025-04-21.
3. 1 2  Thoresen 2003, p. 78.
4. ↑  Parkman, Aubrey. "History of the Waterways of the Atlantic Coast of the United States" (PDF). USACE (به انگلیسی). Archived from the original (PDF) on January 3, 2007.